# 巴尔萨斯
巴尔萨斯是巴西马拉尼昂州的一个市镇。总面积13141.637平方公里，总人口78798人，人口密度6人/平方公里。